# 信利电子
信利半导体有限公司（Truly Semiconductors Ltd）、信利电子，是一家1991年成立于香港的LCD制造商和代工厂，其在广东汕尾等地也有工厂。

## 概述
信利是中国规模最大的中小尺寸显示制造商之一，目前拥有员工超过一万名。信利半导体立足中国，在北京、上海、深圳、武汉和台北设立办事处，同事也把业务拓展至全球，在欧洲、美国和亚太一些地区建立了营销网络。2017年2月，其以7.2亿入股乐视致新，增强供应商-客户关系。